# 伊賀薫
伊賀 薫（いが かおる、1992年8月24日 - ）は、日本の元プロボクサー。島根県浜田市出身。真正ボクシングジム所属。第4代女子日本アトム級王者。

## 来歴
学生時代は陸上競技に打ち込み、浜田商業高校在学中は1500m・3000mを専門とし、全国都道府県対抗女子駅伝のメンバーにも選ばれた。
実業団からも声がかかったが、高校卒業後は新たな可能性を求めて神戸へ出て、フリーターをしながらフィットネス感覚でボクシングを始めた。指導を受けたトレーナーが真正ジムと関係があり、プロを目指す。
2019年2月24日、大阪府立体育会館（エディオンアリーナ大阪）第2競技場にて澤井乃美戦でデビューするが、引き分け。
2019年4月27日、村井理と対戦も、判定負け。
2019年9月23日、川口玲可と対戦し、判定で初勝利。
2020年1月27日、初となる後楽園ホールでの試合として石黒温子に判定勝利で連勝。
2020年9月26日、神戸市立中央体育館にて安久夏実に判定勝利。
2021年4月4日、堺市産業振興センターにて近藤佐知子と初の6回戦を判定勝利。
2021年8月11日、エディオンアリーナ大阪第2競技場にてOPBF女子東洋太平洋ライトフライ級王座決定戦として成田佑美と対戦も0-3判定負けで王座獲得ならず。
2021年12月18日、一村更紗と6回戦を行い、判定勝利で再起成功。
2022年4月16日、エディオンアリーナ大阪第2競技場にて同門の長井香織が返上した女子日本アトム級王座決定戦として樽井捺月と対戦し、ダウンを2度奪い2-0（58-54×2、56-56）判定で初タイトルとなる日本王座獲得。
2023年2月21日付で日本王座返上。
2023年5月3日、和泉シティプラザにて吉川梨優那が持つWBOアジアパシフィックミニマム級王座に挑むが、0-3判定で敗れ王座獲得ならず。
2023年12月31日、同年限りでの現役引退をSNSで発表。2024年1月6日付で引退。
現在は真正ジムのトレーナー。

## 戦績
- プロ：10戦6勝3敗1分

| 戦           | 日付           | 勝敗 | 時間 | 内容    | 対戦相手                 | 国籍 | 備考                                        |
| ------------ | -------------- | ---- | ---- | ------- | ------------------------ | ---- | ------------------------------------------- |
| 1            | 2019年2月24日  | △    | 4R   | 判定0-1 | 澤井乃美(井岡弘樹)       | 日本 | プロデビュー戦                              |
| 2            | 2019年4月27日  | ★    | 4R   | 判定0-3 | 村井理(グリーンツダ)     | 日本 |                                             |
| 3            | 2019年9月23日  | ☆    | 4R   | 判定3-0 | 川口玲可(フュチュール)   | 日本 |                                             |
| 4            | 2020年1月27日  | ☆    | 4R   | 判定3-0 | 石黒温子(RK蒲田)         | 日本 |                                             |
| 5            | 2020年9月26日  | ☆    | 4R   | 判定3-0 | 安久夏実(唯心)           | 日本 |                                             |
| 6            | 2021年4月4日   | ☆    | 6R   | 判定3-0 | 近藤佐知子(駿河)         | 日本 |                                             |
| 7            | 2021年8月11日  | ★    | 8R   | 判定0-3 | 成田佑美(姫路木下)       | 日本 | OPBF女子東洋太平洋ライトフライ級王座決定戦  |
| 8            | 2021年12月18日 | ☆    | 6R   | 判定3-0 | 一村更紗(ミツキ)         | 日本 |                                             |
| 9            | 2022年4月16日  | ☆    | 6R   | 判定2-0 | 樽井捺月(山木)           | 日本 | 女子日本アトム級王座・獲得                  |
| 10           | 2023年5月3日   | ★    | 8R   | 判定0-3 | 吉川梨優那(ディアマンテ) | 日本 | WBO女子アジア太平洋ミニマム級タイトルマッチ |
| テンプレート |                |      |      |         |                          |      |                                             |

## 獲得タイトル
- 第4代日本女子アトム級王座（防衛0=返上）